# Mercat de Sants
El Mercat de Sants és un edifici situat entre els carrers de Sant Jordi, Càceres, Daoiz i Veladre i Sant Medir del barri del mateix nom de Barcelona, catalogat com a bé cultural d'interès local.

## Història
El mercat va aparèixer a mitjans a segle xix com a lloc de venda a l'aire lliure i va patir diversos trasllats: primer, des del carrer del Sant Crist a l'actual plaça d'Osca, i finalment, a l'«hort nou», els terrenys que ocupa actualment. En instal·lar-s'hi, va pendre el nom popular de «Mercat Nou», denominació que va fer-se extensiva a la propera estació de metro.
Els terrenys va ser adquirits el 1897 per l'Ajuntament de Sants per Antoni i Montserrat Ribas i de Casanovas i Beatriu Fuster, i l'any següent, l'arquitecte municipal Pere Falqués, autor també del mercat del Clot, el va projectar, essent inaugurat el 1913. Falqués optà per seguir un llenguatge arquitectònic allunyat del modernisme, molt proper a l'emprat per Arnau Calvet en el contemporani mercat de Sarrià, que en certa manera retorna a les construccions realitzades per a l'Exposició Universal de 1888, època de la seva formació acadèmica.
El 2014 va acabar la remodelació del mercat segons el projecte de l'estudi d'arquitectura PB2, dirigit per Josep Llobet i Bach. S'hi van construir nous magatzems, un espai per a la recollida de brossa, una àrea de càrrega i descàrrega i un aparcament soterrat. També se'n van rehabilitar les façanes i restaurar els elements ornamentals modernistes.

## Descripció
Amb una superfície de 4.118 m², té una planta rectangular que ocupa tota l'illa, amb una estructura metàl·lica recoberta exteriorment amb un tancament d'obra vista amb aplacats ceràmics. L'espai s'estructura en funció de tres naus de les mateixes dimensions, amb cobertes de teulada inclinades a dues aigües.
Pel que fa a la decoració, en destaca una façana amb tres finestres en forma d'arc sobre les quals hi ha un mosaic amb l'antic escut de la ciutat. També hi ha un conjunt de finestres estretes amb peces ceràmiques de color verd.